# Võrtsjärv
El lago Võrtsjärv (en estonio Võrtsjärv, en alemán Wirzsee) es el lago interno más grande de Estonia y, después del Peipus, el segundo más grande del Báltico. Posee una superficie de 270 km².

## Ubicación
El lago Võrtsjärv se encuentra en al sur de Estonia, entre las ciudades de Viljandi y Tartu.
Sus aguas están repartidas entre tres condados:
- Al oeste; Condado de Viljandi.
- Al este; Condado de Tartu.
- Al sur; Condado de Valga.

## Geomorfología
La formación de la depresión del lago se produjo durante el período pre glacial siendo la actual conformación debida a la acción de los glaciares. El lago existe como tal desde el período devónico, la extensión de este era mucho mayor y su drenaje al contrario que en la actualidad se producía hacia el oeste. 
El lago junto a los ríos Ema y Haanja conforman la división entre la zona sureste de Estonia más montañosa y el resto del país de bajas llanuras.
Su extensión es de 270 km ² con una longitud de 34.8 km, y una anchura máxima de 14.8 km. A pesar de su tamaño el lago Võrtsjärv es un lago poco profundo. La profundidad media es de 2.8 m y la máxima, situada en la parte sureste del lago, al este de la isla Tondisaar, es de 6 m.
El litoral del lago es algo irregular, la longitud total de la costa es de 96 km siendo la costa baja en la mayor parte del lago, pantanosas en el sur y de arena en el oeste, al este en cambio la costa es más alta llegando a los 3 u 8 metros de alto y a partir desde donde se levantan las principales cimas, como el Vooremägi, el Trepimägi, el Loosimägi, el Hiugemägi, el Tulimägi.
Está situado a 33.7 m sobre el nivel del mar. Su cuenca hidrográfica abarca un área de 3100 km². En el lago la salinidad es inexistente.
La temperatura promedia en el lago Võrtsjärv es de 4,9 °C, oscilando entre los -6,7 °C en enero, y los 16,8 °C en julio. El lago permanece congelado, cubierto por una placa de hielo, cerca de 135 días al año, desde noviembre hasta abril. La cantidad media de precipitaciones anuales, es de 591 milímetros. 
El nivel del agua sufre durante el año variaciones significativas (1,4 metros de media anual) debido al régimen de alimentación pluvionival de la región, durante la primavera el agua alcanza su nivel más alto mientras que en verano e invierno su cota es la más baja, en otoño con la llegada de las lluvias el nivel sube considerablemente.
Además el lago registra oscilaciones globales durante largos períodos debido entre otras a condiciones climáticas.
Con el fin de controlar las variaciones del nivel del agua se ha planteado la construcción de un sistema de regulación a la salida del lago. 

### Islas
En el lago las islas son pequeñas se encuentran sobre todo en la parte meridional, la isla de Ainsaar es la más grande aunque durante la bajamar se une a la costa formando una península. Heinassaar en cambio desaparece bajo las aguas cuando estas suben de nivel, otras islas son Petassaar, Pähksaar, Rättsaar, Tondisaar, Leie, Soolika.

## Hidrología
La entrada del aporte principal, el Väike Emajogi se realiza por la parte meridional del lago, que va ensanchándose conforme más al norte, la única descarga del lago se sitúa en su extremo noreste a través del Suur Emajogi o simplemente Emajõgi, que fluye hasta el Peipus, aunque posee 17 afluentes más, de los cuales los más importantes son el Õhne y el Tänassilma, el Tarvastu, el Rôngu, Purtsi, y el Konguta. El tiempo estimado que tarda en renovarse totalmente el agua se calcula en un año.
Algunas primaveras se produce el desbordamiento del río Pede situado cinco kilómetros aguas abajo del río Emajogi, esto provoca que las aguas que salen del lago vuelvan a fluir a este, con lo que se queda sin salida a veces hasta durante dos semanas.

## Fauna y flora

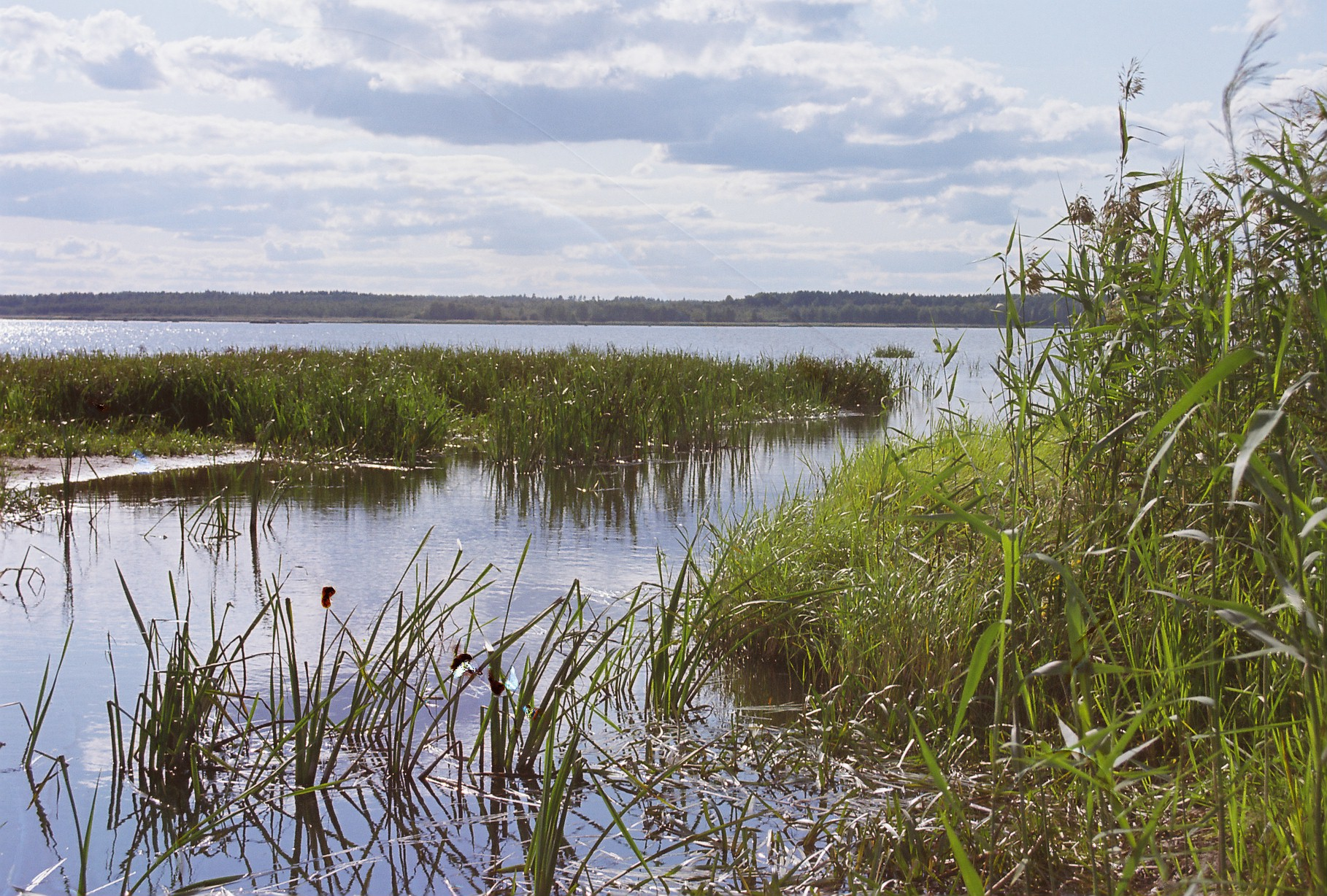
El lago Võrtsjärv.

En el lago viven 35 especies de peces (según otras fuentes 27), las más abundantes son el lucio, la anguila, la perca gigante, la brema, el rutilo, y el zander.
En el lago se han descrito más de 200 especies de aves, de las cuales 56 anidan en la zona, lo que lo convierte en una importante área de nidificación para aves migratorias (cisnes, grullas, silbones europeos, porrones bastardos y andarríos bastardos). 
En el lago hay establecidas seis especies de anfibios: triturus vulgaris, bufo, rana temporaria, rana arvalis, rana esculenta y rana lessonae.
También habitan el lago Võrtsjärv y sus orillas mamíferos semi-acuáticos como el arvícola terrestris, la rata almizclera, el castor, y la nutria.
La vegetación del lago Võrtsjärv es también diversa, existen más de 100 especies de plantas grandes. La más comunes son el carrizo y la mienrama de agua (myriophyllum spicatum), seguidas por el nuphar luteum el potamogeton perfoliatus, el junco florido, el schoenoplectus lacustris, los lirios amarillos y blancos, la sagittaria, la espadaña y otras plantas de agua.

## Economía
La zona de captación del lago cubre 3100 km² (esta se encuentra a su vez dentro de la zona de captación del lago Peipus), en ella se localizan principalmente bosques, pantanos y otras extensiones con vegetación baja, que ocupan aproximadamente el 55 % de la superficie, mientras que el uso agrícola de la tierra emplea el 44 %, entre tierras de cultivo y pastos. Las zonas residenciales sólo ocupan un 1 %.
En la zona de captación se ubican tres ciudades linn, dos capitales de condado Viljandi y Valga y Tõrva. La población total es de 81 775 habitantes y la densidad de 26,4 habitantes por km².
La explotación del lago se divide principalmente entre el turismo y la industria pesquera.
El sector turístico se desarrolla a través de actividades recreativas como la vela, la natación y la pesca deportiva. Tanto el lago como el río Ema son navegables.
Además en el entorno, aprovechando la rica variedad paisajística, existen rutas donde realizar senderismo y paseos a caballo. 
Otros puntos de interés son el zoológico y el instituto botánico.
La pesca comercial ha mantenido un volumen de capturas estables en las últimas décadas, hecho que destaca sobre todo si se compara con lagos próximos como el Peipus que ha experimentado un fuerte descenso. Además el valor económico de las capturas ha aumentado, sobre todo con la introducción de criaderos de lucios, percas y sobre todo anguilas a partir de los 70.

## Ecología
El mayor problema que ha de afrontar el lago Võrtsjärv es el proceso de eutrofización, con aumentos considerables de nitrógeno en forma de fósforo, debido sobre todo a los desechos de la agricultura, que ha conllevado el reemplazo de algunas especies por otras, y la superpoblación de otras como por ejemplo la colonización del alga myriophyllum spicatum. De todas formas el nivel de nitrógeno comenzó a descender a partir de los años 1990 con la desaparición del uso masivo de fertilizantes propios del sistema soviético de producción.
Otro peligro que se cierne sobre el lago es la contaminación producida por las aguas residuales de las poblaciones que en muchos casos no tienen un sistema de tratamiento de aguas.

## Municipios en el Lago Võrtsjärv
| Condado de Viljandi                 | Condado de Tartu | Condado de Valga |
| ----------------------------------- | ---------------- | ---------------- |
| - Tarvastu - Viiratsi - Kolga-Jaani | - Rannu - Rõngu  | - Puka - Põdrala |